# J.J. Sister
J.J. Sister (1896-1964) fue un buque construido en Italia que formó parte de la Compañía Valenciana de Vapores Correos de África y a partir de 1916 de la Compañía Trasmediterránea. Tuvo una larga vida cubriendo diferentes líneas y fue buque-prisión durante la Guerra civil española. Tras su última singladura y desguace en 1964, la compañía Trasmediterránea  volvería a bautizar en 1971 a uno de sus buques con la misma denominación "J.J.Sister".

## Características del buque
Fue construido por Navigazione Genérale Italiana en los astilleros Odero de Sestri Ponente (Génova) como vapor rápido en 1896. Con pabellón italiano su nombre era "Galileo, Galilei" y junto a  otros buques formaba parte de las líneas que cubrían la comunicación con las islas de Cerdeña y Sicilia.
Era un buque mixto de pasaje y carga construido en acero y con dos cubiertas corridas. Tenía una eslora total de 86,35 m, una manga de 11,25 m  y un calado de 5,75 m. Fue de propulsión a vapor hasta 1924, con dos máquinas alternativas de vapor gemelas, de triple expansión; y dos calderas cilíndricas de doble frente.  La propulsión a motor era mediante dos motores Diesel MAN, de 4 tiempos, simple efecto, 10 cilindros cada uno de 530 mm diámetro x 530 mm de carrera, tipo de los empleados en submarinos. 

## Historia
En 1910 el estado español convocó un concurso para cubrir las líneas de los correos oficiales para África que fue ganado por La Roda Hermanos, quienes se fusionaron con la Compañía Valenciana de Navegación, para constituir la Compañía Valenciana de Vapores Correos de África. Para adecuar la flota a su cometido adquirieron en Italia los buques trillizos Galileo Galilei, Marco Polo y Cristóforo Colombo por unos diez millones de pesetas.
El Galileo Galilei pasó a llamarse J.J. Sister en honor de uno de los fundadores de la Compañía Valenciana de Navegación, Juan José Sister (1829-1885), empresario que hizo una fortuna con el bacalao y en Cuba. Y los otros dos fueron bautizados como V. Puchol, y A. Lázaro, respectivamente.
El primer cometido, junto a sus hermanos buques, fue cubrir la línea Málaga- Melilla. En 1916 se constituyó la Compañía Trasmediterránea por la fusión de la Compañía Valenciana de Vapores Correos de África, la Sociedad Línea de Vapores Tintoré, Ferrer Peset Hermanos y la Sociedad Anónima Navegación e Industria. A partir de entonces cubrió fundamentalmente la línea Valencia - Barcelona.
La apuesta de Trasmediterránea por la propulsión a motor les llevó a adquirir nuevos buques y a transformar sus mejores vapores, llegándole el turno a J.J. Sister en 1924, lo que se hizo en la factoría de Fyenoord Yard de Róterdam. Se modernizó todo el barco, sustituyéndose la maquinaria de vapor por dos motores Masch Augsburg Nurnberg A. G. (MAN), de cuatro tiempos y diez cilindros, del tipo que se empleaba en los submarinos.
A partir de 1924 prestó servicio en la línea Barcelona-Palma, en la línea de Sevilla a Canarias, con escala en Cádiz y en el archipiélago canario en los puertos de Santa Cruz de la Palma, Santa Cruz de Tenerife y Las Palmas de Gran Canaria. También se destinó a servicios especiales como buque crucero y para diversos actos ceremoniales.
La guerra le sorprendió amarrado al muelle del puerto de Málaga, por lo que quedó en zona republicana. Fue prisión flotante para numerosos oficiales de la Armada y posteriormente tuvo misiones de transporte para el gobierno republicano. Terminada la contienda en abril de 1939  el J.J. Sister fue desarmado y devuelto a Trasmediterránea.
En la posguerra volvió a cubrir la línea Málaga-Melilla, sector de Baleares y enlaces con la costa del Mediterráneo, algún viaje aislado a Canarias y varios entre Barcelona y Génova. En 1950 inauguró el viaje diurno rápido entre Santa Cruz de Tenerife y Las Palmas de Gran Canaria, y en 1953 estuvo cubriendo la línea de Alicante a Orán. Hasta su venta en 1964, permaneció como buque de reserva en el Dique del Oeste del puerto de Palma de Mallorca, donde su silueta resultó muy familiar. Durante sus últimos años cubrió servicios interinsulares, y en los últimos meses de su vida servicios extraordinarios en la línea de Palma a Valencia.  El 7 de julio de 1964 fue su última singladura, quedando amarrado en el puerto de Valencia, donde fue subastado y desguazado.